# People (álbum)
People é o quarto álbum de estúdio da cantora norte-americana Barbra Streisand, lançado em setembro de 1964.
O título que dá nome ao disco, vem de uma das canções apresentadas no musical Funny Girl, do início dos anos de 1960, no qual Streisand desempenhou o papel principal. A foto da capa foi tirada em 1963, no Lago de Michingan, quando Streisand se apresentava na boate de Mr. Kelly, em Chicago.
A faixa "People" foi escolhida como primeiro single. Ela faz parte da trilha da peça teatral estrelada pela cantora, o musical Funni Girl. Atingiu a posição de número cinco na Billboard Hot 100, e número um na Adult Contemporary, sendo a décima segunda canção mais tocada  e vendida nos Estados Unidos, em 1964.
"Absent Minded Me" que entraria na trilha sonora de Funny Girl mas foi rejeitada e incluída em People, foi lançada como segundo single, com a canção "Funny Girl" como lado B. Alcançou a posição de número 23 na tabela Bubbling Under Hot 100 e número cinco na parada musical Looking Ahead Single, da revista Cash Box.
Em 1965, o álbum foi nomeado em quatro categorias no Grammy Awards: Álbum do Ano, Gravação do Ano, Best Accompaniment Arrangement for Vocalist or Instrumentalist, Melhor Performance Feminina e Grammy Award for Best Recording Package, sendo vencedor das três últimas.
Nas paradas musicais, estreou na Billboard 200 no número 84, em 3 de outubro de 2021, e três semanas depois permaneceu por cinco semanas consecutivas em primeiro lugar na lista, sendo essa a primeira vez que a cantora atingiria o topo. Para celebrar o sucesso, o editor da revista Billboard, Mike Gross, premiou Streisand com uma placa comemorativa em Novembro de 1964.
Em fevereiro de de 1965, a Recording Industry Association of America (RIAA) anunciou que a Columbia arrecadou mais de um milhão de dólares com People, e em 23 de março de 1965, o álbum foi certificado com um disco de ouro pela organização. Em 18 de março de 1966, a revista LIFE informou que as vendas atingiram um milhão de cópias mundialmente. Em 2003, recebeu sua última certificação, um disco de platina por um milhão de cópias vendidas nos Estados Unidos.

## Recepção crítica
| Críticas profissionais | Críticas profissionais |
| Avaliações da crítica  | Avaliações da crítica  |
| Fonte                  | Avaliação              |
| ---------------------- | ---------------------- |
| Allmusic               | [ 21 ]                 |
| Record Mirror          | [ 22 ]                 |
| Ultima Hora            | Favorável              |
| Jornal do Commercio    | Favorável              |
| O Jornal               | Favorável              |

A recepção da crítica foi favorável. 
William Ruhlmann, do site AllMusic, avaliou com quatro estrelas e meia de cinco, elogiou o repertório e escreveu que embora não seja inovativo como o debut, é melhor do que os dois posteriores: The Second Barbra Streisand Album, de 1963 e The Third Album, de 1964.
O jornal brasileiro Ultima Hora fez uma resenha positiva na qual afirmou que o álbum ratificou a cantora de qualidade e personalidade que o Brasil conheceu com o The Barbra Streisand Album, de 1963.
O Jornal do Commercio fez uma crítica favorável, falou que a cantora canta de corpo e alma e o repertório é excelente, e disse que Streisand traz de volta a Judy Garland para as novas gerações.
Alberto Rego, do jornal Diário Carioca, escreveu: "a maneira espetacular com que Streisand se apresenta nesse microssulco, com arranjos e direção de Peter Maltz, Ray Ellis, e o acompanhamento da orquestra dirigida por Peter Daniel, coloca o discófilo diante de uma intérprete personalíssima".
A resenha de O Jornal foi elogiosa, na qual se afirmou que "[o disco é] especialmente recomendado a quem aprecia boa música e sobretudo boa música magnificamente interpretada. Isto porque Barbra é um portento. Um espetáculo a parte".

## Lista de faixas
Créditos adaptados do LP People, de 1964.
| Lado A |                                        |                             |         |  |
| N.º    | Título                                 | Compositor(es)              | Duração |  |
| 1.     | "Absent Minded Me"                     | Bob Merrill, Jule Styne     | 3:07    |  |
| 2.     | "When In Rome (I Do As The Romans Do)" | Cy Coleman, Carolyn Leigh   | 2:57    |  |
| 3.     | "Fine And Dandy"                       | Kay Swift, Paul James       | 2:49    |  |
| 4.     | "Supper Time"                          | Irving Berlin               | 2:47    |  |
| 5.     | "Will He Like Me?"                     | Jerry Bock, Sheldon Harnick | 2:34    |  |
| 6.     | "How Does The Wine Taste?"             | Matt Dubey, Harold Karr     | 2:36    |  |

| Lado B |                       |                                       |         |  |
| N.º    | Título                | Compositor(es)                        | Duração |  |
| 1.     | "I'm All Smiles"      | Michael Leonard, Herbert Martin       | 2:09    |  |
| 2.     | "Autumn"              | Richard Maltby, Jr., David Shire      | 1:57    |  |
| 3.     | "My Lord And Master"  | Oscar Hammerstein II, Richard Rodgers | 2:59    |  |
| 4.     | "Love Is A Bore"      | Sammy Cahn, Jimmy Van Heusen          | 2:08    |  |
| 5.     | "Don't Like Goodbyes" | Harold Arlen, Truman Capote           | 3:14    |  |
| 6.     | "People"              | Merrill, Styne                        | 3:40    |  |

## Tabelas
| Tabela msucial                 | Melhor posição |
| ------------------------------ | -------------- |
| Estados Unidos (Billboard 200) | 1              |

| Tabela musical (1965) | Posição |
| --------------------- | ------- |
| US Cash Box           | 6       |

## Certificações e vendas
| País                    | Certificação | Vendas    |
| ----------------------- | ------------ | --------- |
| Estados Unidos (RIAA)   | Platina      | 1,000,000 |
| Resumos                 |              |           |
| Mundo (vendas até 1966) | —            | 1,000,000 |